# 662 (číslo)
Šest set šedesát dva je přirozené číslo. Následuje po čísle šest set šedesát jedna a předchází číslu šest set šedesát tři. Římskými číslicemi se zapisuje DCLXII a řeckými číslicemi χξβ.

## Matematika
662 je:
- Deficientní číslo
- Poloprvočíslo
- Nešťastné číslo

## Astronomie
- (662) Newtonia je planetka hlavního pásu, kterou objevil v roce 1908 Joel Hastings Metcalf

## Roky
- 662
- 662 př. n. l.